# Górnik Zabrze w sezonie 1951
Sezon 1951 był 3. sezonem w historii klubu i 1. na drugim poziomie rozgrywek ligowych. Górnik rozpoczął rozgrywki w grupie 4. katowickiej Klasy A (po wydzieleniu z okręgu Śląska Opolskiego), ale wskutek reorganizacji rozgrywek i zwiększeniu przez PZPN liczby zespołów występujących w II lidze, został przez związek awansowany do II ligi, której rozgrywki zakończył na drugim miejscu.

## Stadion
Miejscem rozgrywania spotkań domowych był otwarty w 1934 roku stadion przy obecnej ul. Roosevelta 81, mieszczący ok. 35 000 widzów.

## II Liga (grupa C)

### Tabela
| Poz. | Drużyna           | M  | Punkty | Z  | R | P | Bramki | Bramki | Bramki |
| Poz. | Drużyna           | M  | Punkty | Z  | R | P | +      | -      | +/-    |
| ---- | ----------------- | -- | ------ | -- | - | - | ------ | ------ | ------ |
| 1    | Górnik Wałbrzych  | 14 | 22     | 10 | 2 | 2 | 39     | 18     | 21     |
| 2    | Górnik Zabrze     | 14 | 21     | 10 | 1 | 3 | 38     | 11     | 27     |
| 3    | Górnik Bytom      | 14 | 17     | 8  | 1 | 5 | 37     | 22     | 15     |
| 4    | Stal Starachowice | 14 | 15     | 6  | 3 | 5 | 23     | 41     | -18    |
| 5    | Budowlani Opole   | 14 | 13     | 6  | 1 | 7 | 28     | 26     | 2      |

    baraże o awans do I ligi

### Wyniki spotkań
| Mecz            | Data        | Stadion      | Przeciwnik         | Wynik | Punkty | Strzelcy                                    |
| --------------- | ----------- | ------------ | ------------------ | ----- | ------ | ------------------------------------------- |
| Runda wiosenna  |             |              |                    |       |        |                                             |
| 1               | 8 kwietnia  | Zabrze       | Ogniwo Częstochowa | 5:1   | 2      | Fojcik (2), Mnich, Holesz, Franosz          |
| 2               | 15 kwietnia | Starachowice | Stal Starachowice  | 1:2   | 2      | Fojcik                                      |
| 3               | 22 kwietnia | Zabrze       | Górnik Bytom       | 1:0   | 4      | Winderlich                                  |
| 4               | 6 maja      | Wałbrzych    | Górnik Wałbrzych   | 1:2   | 4      | Mnich                                       |
| 5               | 20 maja     | Wrocław      | OWKS Wrocław       | 2:0   | 6      | Fojcik, Franosz                             |
| 6               | 27 maja     | Opole        | Budowlani Opole    | 1:0   | 8      | Garus                                       |
| 7               | 10 czerwca  | Zabrze       | Naprzód Lipiny     | 5:1   | 10     | Mnich (2), Fojcik, Franosz, Holesz          |
| Runda rewanżowa |             |              |                    |       |        |                                             |
| 8               | 17 czerwca  | Częstochowa  | Ogniwo Częstochowa | 0:0   | 11     | -                                           |
| 9               | 24 czerwca  | Zabrze       | Stal Starachowice  | 7:0   | 13     | Mnich (4), Franosz (2), Czech               |
| 10              | 1 lipca     | Zabrze       | Górnik Wałbrzych   | 2:4   | 13     | Polczyk (sam.), Zimmermann                  |
| 11              | 8 lipca     | Bytom        | Szombierki Bytom   | 2:0   | 15     | Franosz, Holesz                             |
| 12              | 5 sierpnia  | Zabrze       | Budowlani Opole    | 2:1   | 17     | Dominik, Holesz                             |
| 13              | 15 sierpnia | Lipiny       | Naprzód Lipiny     | 2:0   | 19     | Franosz, Winderlich                         |
| 14              | 19 sierpnia | Zabrze       | OWKS Wrocław       | 7:0   | 21     | Fojcik (3), Franosz (2), Winderlich, Gawlik |

    zwycięstwo     remis     porażka

## Klasa A grupa 4 (katowicka)

### Tabela po rundzie finałowej
| Poz. | Drużyna         | M | Punkty | Bramki | Bramki | Bramki |
| Poz. | Drużyna         | M | Punkty | +      | -      | +/-    |
| ---- | --------------- | - | ------ | ------ | ------ | ------ |
| 1    | Górnik Zabrze   | 9 | 15     | 27     | 9      | 18     |
| 2    | Stal Zabrze     | 9 | 12     | 20     | 15     | 5      |
| 3    | Górnik Gliwice  | 9 | 10     | 15     | 11     | 4      |
| 4    | Walka Makoszowy | 9 | 10     | 17     | 14     | 3      |
| 5    | Piast Gliwice   | 9 | 10     | 12     | 11     | 1      |

### Wyniki spotkań
| Mecz           | Data               | Stadion     | Przeciwnik         | Wynik       | Strzelcy    |
| -------------- | ------------------ | ----------- | ------------------ | ----------- | ----------- |
| Runda jesienna |                    |             |                    |             |             |
| 1              | 24 września        | Zabrze      | Walka Makoszowy    | 4:1         | brak danych |
| 2              | 1 października     | brak danych | Budowlani Gliwice  | 1:1         | brak danych |
| 3              | 21/22 października | Zabrze      | Piast Pawłów       | 4:2         | brak danych |
| 4              | 4/5 listopada      | Zabrze      | Kolejarz Gliwice   | 3:2         | brak danych |
| 5              | 11/12 listopada    | Gliwice     | Stal Łabędy        | 4:0         | brak danych |
| 6              | 19 listopada       | Zabrze      | Piast Gliwice      | 0:0         | -           |
| 7              | 25/26 listopada    | Zabrze      | Stal Zabrze        | 3:1         | brak danych |
| 8              | brak danych        | brak danych | Slavia Ruda Śląska | brak danych | brak danych |
| 9              | brak danych        | brak danych | Górnik Gliwice     | brak danych | brak danych |

    zwycięstwo     remis     porażka

## Mecze towarzyskie
| Data                  | Stadion     | Przeciwnik                | Wynik | Strzelcy                                         |
| --------------------- | ----------- | ------------------------- | ----- | ------------------------------------------------ |
| Rozegrane w roku 1950 |             |                           |       |                                                  |
| 6 grudnia             | Zabrze      | Ruch Chorzów              | 2:4   | Szalecki, Czech                                  |
| 10 grudnia            | Zabrze      | AKS Chorzów               | 1:2   | Czech                                            |
| Rozegrane w roku 1951 |             |                           |       |                                                  |
| 18 lutego             | Zabrze      | Zagłębie Dąbrowa Górnicza | 3:1   | Franosz (2), Fojcik                              |
| 25 lutego             | Gliwice     | Górnik Gliwice            | 4:0   | Franosz (3), Czech                               |
| 11 marca              | Zabrze      | Ruch Chorzów              | 1:5   | Franosz                                          |
| 18 marca              | Zabrze      | Concordia Knurów          | 7:2   | Franosz (2), Holesz (2), Fojcik, Czech, Klenczar |
| marzec                | Zabrze      | Naprzód Janów             | 4:0   | Franosz (2), Fojcik, Czech                       |
| 1 kwietnia            | Ruda Śląska | Slavia Ruda Śląska        | 5:0   | Franosz (2), Klenczar, Czech, Fojcik             |
| 13 maja               | Zabrze      | Cracovia                  | 2:2   | Mnich, Fojcik                                    |
| lipiec                | Ustroń      | Kuźnia Ustroń             | 4:0   | Gawlik (2), Fojcik, Czech                        |
| 22 lipca              | Zabrze      | Górnik Biskupice          | 9:0   | brak danych                                      |
| 26 lipca              | Zabrze      | ZS Górnik                 | 2:1   | brak danych                                      |
| 29 lipca              | Gliwice     | Piast Gliwice             | 4:1   | Franosz (2), Mnich, Fojcik                       |
| 12 sierpnia           | Ruda Śląska | Górnik Wirek              | 8:2   | Fojcik (2), Gawlik (2), Franosz (2)              |
| 2 września            | Zabrze      | Zagłębie Sosnowiec        | 3:1   | Fojcik, Gawlik, Franosz                          |
| 9 września            | Zabrze      | Garbarnia Kraków          | 3:1   | brak danych                                      |
| 16 września           | Zabrze      | Polonia Bytom             | 2:2   | Gawlik, Zimmermann                               |
| 23 września           | Sosnowiec   | Zagłębie Sosnowiec        | 3:2   | Mnich, Czech, Fojcik                             |
| 30 września           | Zabrze      | Warta Poznań              | 3:2   | Fojcik (2), Czech                                |
| 7 października        | Zabrze      | Lech Poznań               | 1:4   | Dominik                                          |
| 14 października       | Zabrze      | Górnik Radlin             | 1:1   | Gawlik                                           |
| 21 października       | Zabrze      | Stal Zabrze               | 4:0   | Mnich (2), Gawlik, Czech                         |
| 1 listopada           | Zabrze      | ZS Górnik                 | 1:3   | Szalecki                                         |
| 11 listopada          | Zabrze      | Ruch Radzionków           | 3:1   | Gawlik (2), Fojcik                               |
| 18 listopada          | Radzionków  | Ruch Radzionków           | 1:5   | Szołtysik (2), Michalik (2), Wieczorek           |
| 25 listopada          | Knurów      | Concordia Knurów          | 2:1   | brak danych                                      |
| 4 grudnia             | Gliwice     | Budowlani Gliwice         | 2:0   | Fojcik, Czech                                    |
| brak danych           | Zabrze      | AKS Chorzów               | 5:1   | brak danych                                      |

    zwycięstwo     remis     porażka

## Zawodnicy

### Skład
| Zawodnik             | Data urodzenia   | W klubie od | Poprzedni klub      |
| -------------------- | ---------------- | ----------- | ------------------- |
| Bramkarze            |                  |             |                     |
| Józef Kaczmarczyk    | 25 stycznia 1931 | 1949        | Pogoń Zabrze        |
| Ginter Procek        | 28 sierpnia 1924 | 1948        | Concordia Zabrze    |
| Obrońcy              |                  |             |                     |
| Antoni Garus         | 12 kwietnia 1928 | 1948        | Concordia Zabrze    |
| Ginter Helmrich      | 21 grudnia 1930  | 1949        | brak danych         |
| Henryk Zimmermann    | 27 lutego 1929   | 1948        | Concordia Zabrze    |
| Pomocnicy            |                  |             |                     |
| Henryk Czech         | 21 września 1934 | 1948        | Pogoń Zabrze        |
| Karol Dominik        | 4 maja 1930      | 1949        | RKS Jadwiga         |
| Ginter Gawlik        | 5 grudnia 1930   | 1949        | Górnik Biskupice    |
| Ginter Pawlik        | brak danych      | 1948        | brak danych         |
| Henryk Szalecki      | 25 lutego 1933   | 1948        | Zjednoczenie Zabrze |
| Paweł Winderlich     | 18 czerwca 1928  | 1948        | brak danych         |
| Napastnicy           |                  |             |                     |
| Manfred Fojcik       | 16 lipca 1924    | 1949        | Górnik Biskupice    |
| Antoni Franosz       | 9 lutego 1928    | 1948        | Pogoń Zabrze        |
| Józef Holesz         | 19 marca 1927    | 1948        | Concordia Zabrze    |
| Maksymilian Klenczar | 1 listopada 1925 | 1948        | Pogoń Zabrze        |
| Antoni Mnich         | 4 maja 1929      | 1951        | brak danych         |
| Eryk Nowara          | 12 grudnia 1928  | 1948        | Zjednoczenie Zabrze |

### Transfery

#### Przyszli
| Poz | Nazwisko     | Poprzedni klub |
| --- | ------------ | -------------- |
| NA  | Antoni Mnich | brak danych    |

#### Odeszli
| Poz | Nazwisko            | Nowy klub   |
| --- | ------------------- | ----------- |
| OB  | Karol Mleczko       | brak danych |
| OB  | Herman Wieczorke    | brak danych |
| PO  | Maksymilian Bortlik | brak danych |
| PO  | Paweł Mościński     | brak danych |
| NA  | Ryszard Jakubowski  | brak danych |
| NA  | Gerard Ptak         | brak danych |
| NA  | Reinhold Sojka      | brak danych |
| NA  | Wiktor Szczendzina  | brak danych |
| NA  | Teodor Urbaniak     | brak danych |